# 9748 van Ostaijen
9748 van Ostaijen este un asteroid din centura principală de asteroizi.

## Descriere
9748 van Ostaijen este un asteroid din centura principală de asteroizi. A fost descoperit pe 4 februarie 1989 la Observatorul La Silla de Eric Walter Elst. El prezintă o orbită caracterizată de o semiaxă mare de 2,34 ua, o excentricitate de 0,06 și o înclinație de 6,6° în raport cu ecliptica.